# 日本鱗翅学会
日本鱗翅学会（にほんりんしがっかい、英語: The Lepidopterological Society Of Japan (Lepid. Soc. Jpn.)）は、日本の学術研究団体の一つ。

## 概要
1945年9月1日設立。学術研究団体としての種別は単独学会。
鱗翅学研究の普及ならびにその発達を図り、会員相互の親睦協力を図ることを目的としている。
国内においては自然史学会連合および日本昆虫科学連合に加入している。"

## 刊行物

### 蝶と蛾
- 誌名（和文）：蝶と蛾
- 誌名（欧文）：Lepidoptera Science
- 創刊年：1949
- 資料種別：ジャーナル（査読付き論文を含む）
- 使用言語：日英混在
- 発行形態：印刷体、eジャーナル
- 著作権帰属先：学会
- クリエイティブコモンズ：定めていない
- 購読：無料

### やどりが
- 誌名（和文）：やどりが
- 誌名（欧文）：YADORIGA
- 創刊年：1953
- 資料種別：-
- 使用言語：日本語のみ
- 発行形態：印刷体、eジャーナル
- 著作権帰属先：学会
- クリエイティブコモンズ：-
- 購読：無料

### 日本鱗翅学会特別報告
- 誌名（和文）：日本鱗翅学会特別報告
- 誌名（欧文）：Special Bulletin of the Lepidopterological Society of Japan
- 創刊年：-
- 資料種別：研究報告・技術報告
- 使用言語：日本語のみ
- 発行形態：印刷体
- 著作権帰属先：学会
- クリエイティブコモンズ：-
- 購読：-

### 日本産蝶類の衰亡と保護
- 誌名（和文）：日本産蝶類の衰亡と保護
- 誌名（欧文）：Decline and Conservation of Japanese Butterflies
- 創刊年：-
- 資料種別：研究報告・技術報告
- 使用言語：日本語のみ
- 発行形態：-
- 著作権帰属先：学会
- クリエイティブコモンズ：-
- 購読：-